# Кайбот
Кайбот (фр. Caillebotte, Caillebote d Aunis) — французький свіжий, несолоний сир, що виготовляється фермерським способом в Пуатьє, Пуату-Шарант, Бретань, Вандея. Вживається як десерт.
Кайбот за консистенцією нагадує сир, але при його виготовленні використовується сичужний фермент. В основному використовується коров'яче молоко, але в залежності від регіону молоко може бути і козяче, овече. Готується переважно влітку.
Вина, що підходять до кайботу: Pineau des Charentes, Cognac.